# BitTorrent用語一覧
BitTorrentプロトコルを用いたP2Pファイル共有に関連する用語の一覧。

## 用語

### p2p
p2pネットワークでは、各ノードはクライアントでありサーバでもある。つまり、各コンピュータはデータのリクエストに応答するだけでなく、自身でもデータをリクエストする能力を持つ。

### インタレスト（Interested）
クライアントが保持しているファイルピースを取得したいと望んでいるダウンローダーを表す。たとえば、アップロード側のクライアントは、相手が自身が持っていて相手が持っていないピースを欲している場合、その相手を「インタレスト」状態とみなす。

### インデックス（Index）
インデックスとは、.torrentファイルのリスト（通常は説明やその他の情報を含む）であり、ウェブサイトによって管理され、検索可能である。「インデックス」サイトは「トラッカー」でもあり得る。

### エンドゲーム / エンドゲームモード（Endgame / Endgame mode）
トレントの最後の数ピース（後述）をダウンロードするために適用されるアルゴリズム全般。
通常のクライアント動作においては、最後のピースのダウンロード速度は他よりも遅くなる。これは、より高速かつアクセスしやすいピースはすでに取得されているからである。最後のピースが取得不可能となるのを防ぐため、BitTorrentクライアントはすべてのピアから最後の欠けているピースを取得しようとする。最後のピースを受信すると、他のピアにキャンセル要求コマンドが送信される。

### オーバーシード（Overseeded）
比率クレジットを使用するプライベートトラッカーにおいて、トレントの可用性が非常に高く、シーダーがダウンローダーを見つけるのに苦労する状態を「オーバーシード」と呼ぶ。

### 可用性（Availability）
分散コピー（distributed copies）とも呼ばれる。トレント内の各ピースの可用性は、そのピースを所持しているピアの数として定義される。
トレント全体の可用性は、整数部分が最小ピース可用性であり、小数部分がその最小ピース可用性を超えるピースの割合であるような非負の実数として定義される。
例:10個のピースがあり、ピアAはピース0から5を、ピアBは2から7を、ピアCは4から9を所持している。ピース0、1、8、9の可用性は1。ピース2、3、6、7は2。ピース4および5は3。トレント全体の可用性は1.6（1 + 6/10）である。整数部分は1であり、これは最も少ない可用性だからである。小数部分は6/10であり、これはピース2から7（6ピース）を複数のピアが所持しており、全体で10ピース存在するからである。ピース4および5を3つのピアが所持していても、可用性はそれ以上にはならない。
「分散コピー」は、可用性から1を引いた値として扱われることがある。よって、可用性が2.6であれば、分散コピーは1.6となり、これはファイルの追加の「コピー」のみを数えていることを意味する。

### 共有比／負担率（share ratio）
ユーザーの個々のトレントにおける「共有比」は、アップロードしたデータ量をダウンロードしたデータ量で割った数値である。最終的なシェア比率が1.0を超える場合、BitTorrentコミュニティにおいては肯定的に評価される。これは、ユーザーが受け取った以上のデータを他者に提供したことを示す。一方、比率が1未満の場合は否定的な意味合いを持つ。

### クライアント
BitTorrentプロトコルを用いたP2Pのファイル共有を可能にするプログラム。BitTorrentクライアントの比較を参照。

### グラブ（Grab）
トレントが「グラブされた」とは、そのメタデータファイルがダウンロードされた状態を指す。

### 健康度（Health）
健康度は、.torrentファイルがホストされているサイト上で、トレント名やサイズの横にバーやパーセンテージで表示される。これはトレントの全ピースがダウンロード可能かどうかを示す（例：50%はトレントの半分しか利用できないことを意味する）。健康度はトレントがウイルスに感染していないことを示すものではない。

### シード / シーディング（Seed / seeding）
「シード」とは、すべてのデータ（100%完了）を所持しているマシンを指す。ダウンローダーがすべてのデータを完全にダウンロードし、他のピアがダウンロードできるようにアップロードを開始・継続すると、そのピアは「シード」となる。これは、100%のデータを保持するすべての「ピア」やウェブシードを含む。ダウンローダーがコンテンツのアップロードを開始した時点で、そのピアは「シード」となる。
「シーディング」とは、BitTorrentクライアントを起動したままにして、他のユーザーがダウンロードできるようにする行為である。通常、ピアはダウンロードした量よりも多くのデータをアップロードすべきとされる。しかし、実際にどれだけシードするか、あるいはシードするかどうかは、ダウンローダーの有無やピアの選択に依存する。

### スウォーム（Swarm）
あるトレントを共有しているすべての「ピア」（「シード」を含む）の集合を「スウォーム」と呼ぶ。たとえば、6人の通常の「ピア」と2人の「シード」がいれば、それは8人の「スウォーム」である。これは、BitTorrentの前身であるSwarmcast（OpenColaが開発）の名残である。
BitTorrentクライアントによっては、表示されるスウォーム数が接続しているシードやピアの数とは一致しない場合がある。例として、10人中5人のピア、100人中20人のシードに接続していても、「スウォーム3」と表示されることがある。

### スーパーシーディング（Super-seeding）
新しいファイルにおいて、シーディングクライアントが同じピースを複数のピアに送信してしまい、他のピースがまだ誰にもダウンロードされていない場合、大きな時間的ロスが生じる。Vuze、μTorrent、qBittorrentなど一部のクライアントにはスーパーシードモードがあり、まだ送信されていないピースだけを優先的に送信しようとすることで、ファイルの初期拡散を理論上より高速にする。ただし、接続の不安定なピアがいる状況では、このスーパーシーディングは通常の「最もレアなピース優先」モデルよりも効果が低下し、むしろパフォーマンスを悪化させることもある。このモードは、通常は新しいトレントや他にシードが存在しない再シード時に使用される。

### スクレイピング（Scraping）
クライアントがトラッキングサーバーに対し、そのトレントに関する統計情報（誰とファイルを共有するか、他のユーザーがどの程度共有しているかなど）を取得するためのリクエストを送信する行為。

### スナッチ（Snatch）
トレントのデータファイルがダウンロードされることを「スナッチ」と呼ぶ。

### スナッビング（Snubbing）
アップロード側のクライアントから60秒以上データを受信していない場合、ダウンロード側のクライアントにおいて、そのアップロードクライアントは「スナブされた」と表示される。

### チョーク（Choked）
ファイルピースの送信をクライアントが拒否しているピアの状態を指す。クライアントが他のクライアントを「チョーク」する状況はいくつか存在する。
- 相手のクライアントが「シード」であり、いかなるピースも必要としていない（すなわち完全に「アンインタレスト」状態である）場合
- クライアントがすでに最大アップロード容量でアップロードしている場合（max_uploadsの値に達している）
- 相手のクライアントがブラックリストに登録されている（悪質である、もしくはブラックリストに登録されたBitTorrentクライアントを使用している）

### トラッカー
「トラッカー」とは、スウォーム内に存在するシードやピアを管理するサーバである。クライアントは定期的に情報をトラッカーに報告し、その見返りとして接続可能な他のクライアントの情報を受け取る。トラッカーはデータ転送には直接関与せず、ファイルのコピーも保持していない。クライアントからの情報のみを受信する。

### トレント（Torrent）
「トレント」は、文脈によって、.torrentというメタデータファイル、またはそのファイルによって記述された全ファイル群のいずれかを指す。「トレントファイル」には、ダウンロード可能にするすべてのファイルに関するメタデータ（ファイル名やサイズ、ピースごとのチェックサムなど）が含まれている。また、スウォーム内のピア間通信を調整する「トラッカー」のアドレスも含まれる。

### ハッシュ
ハッシュとは、クライアントが転送されるデータを検証するために使用する、英数字（通常は16進数）の文字列形式のデジタル指紋であり、.torrentファイル内に含まれている。「ハッシュ」は「ハッシュサム」の略称である。
トレントファイルには、ファイルのリスト、サイズ、ピースなどの情報が含まれている。受信したすべてのピースは、まずハッシュと照合される。検証に失敗した場合、そのデータは破棄され、再度リクエストされる。
ハッシュチェックにより、無効なデータが有効なものとして誤って認識される可能性は大幅に減少するが、それでも無効なデータが有効なデータと同じハッシュ値を持ち、正当とみなされる可能性は存在する。これはハッシュ衝突として知られている。トレントおよびp2pファイルでは通常160ビットのハッシュが使用されており、ハッシュ衝突の問題はほとんどないため、誤ったデータが受信されて共有される可能性は非常に小さい。

### ピア（Peer）
「ピア」とは、インターネット上で稼働しているBitTorrentクライアントのインスタンスであり、他のクライアントと接続してデータを転送するものを指す。文脈によっては、スウォーム内の任意のクライアントを指す場合と、ファイルの一部しか持っていないダウンローダーを指す場合がある。

### ピース（Piece）
これはトレントファイルが等しい特定サイズのピース（例：64kB、128kB、512kB、1MB、2MB、4MB、8MB）に分割されることを意味する。これらのピースは、効率を最適化するためにランダムにピア間で分配される。

### ヒットエンドラン（Hit-and-run）
意図的にファイルを「リーチ」し、可能な限りシードせずにダウンロードする行為。HnRまたはH&Rと略される。

### 比率クレジット（Ratio credit）
「アップロードクレジット（upload credit）」あるいは「比率経済（ratio economy）」とも呼ばれ、プライベートトラッカーで使用される通貨的な仕組みであり、メンバーのファイル共有者に対して高いアップロード/ダウンロード比率を促すインセンティブを提供する。このような仕組みにおいては、帯域幅、ハードディスク容量（特にシードボックス）、アイドル中のコンピュータの稼働時間が多いユーザーほど、リソースに乏しいユーザーよりも比率クレジットを多く獲得することができ、有利となる。

### フェイク
フェイクトレントとは、その名称や説明に記載された内容を実際には含まないトレントを指す（例：ビデオを含むとされているが、実際にはその瞬間のスナップショットしか含まれていない、あるいは場合によってはマルウェアが含まれている）。

### フリーリーチ（Freeleech）
フリーリーチとは、トレントのダウンロードサイズが全体の比率にカウントされず、アップロード量のみが比率に反映されることを意味する。

### 分散ハッシュテーブル
分散ハッシュテーブル（DHT）は、BitTorrentにおいてピアが特定のトレントのスウォーム内における他のシードやピアのリストを、トラッカーを介さずにクライアントへ直接送信するために使用される。

### マグネットリンク
.torrentメタファイルとは異なる仕組みであり、特定のトラッカーを参照するのではなく、BitTorrentにおいてコンテンツに基づいてファイル群を識別する手段である。この手法はBitTorrentデータに限定されない。

### ラーカー（Lurker）
「ラーカー」とは、グループからファイルをダウンロードするだけで新たなコンテンツを提供しないユーザーを指す。ただし、ラーカーがシードしないという意味ではない。「リーチャー」と混同すべきではない。

### リーチ
「リーチ」には2つの意味がある。しばしば「リーチャー」は「ダウンローダー」と同義であり、単に100%のデータを所持していない「ピア」やクライアントを指す。
また「リーチ」は、スウォームに悪影響を与えるピア、すなわち非常に低い共有比率で大量にダウンロードし、ほとんどアップロードしないピアを意味することもある。リーチャーは非対称なインターネット接続を使用していたり、ダウンロード完了後にBitTorrentクライアントを閉じてシードを行わなかったりすることがある。ただし、一部のリーチャーは、改造クライアントを使用したり、アップロード速度を過度に制限することで、意図的にアップロードを回避している場合もある。